# Soldier's guide to Sicily
La Soldier’s Guide to Sicily (in italiano: Guida del Soldato in Sicilia) è un manuale militare redatto e distribuito nel 1943 dal War Office britannico e dal Supreme Headquarters Allied Expeditionary Force, destinato alle truppe anglo-statunitensi in vista dell'operazione Husky durante la Seconda guerra mondiale. 
Il manuale, di circa 30 pagine, è un vademecum pratico e culturale pensato per favorire l’interazione tra i militari alleati e la popolazione siciliana, fornendo informazioni geografiche, linguistiche, sanitarie e comportamentali.

## Contesto storico
Il libretto fu pubblicato nei mesi immediatamente precedenti l’Operazione Husky, ossia l’invasione alleata della Sicilia avvenuta tra il 9 e il 10 luglio 1943, durante la campagna d’Italia. Secondo quanto affermato nella prefazione attribuita al generale Dwight D. Eisenhower, la vittoria in Africa Settentrionale aveva assicurato il controllo delle rotte mediterranee, ma per colpire al cuore le Potenze dell'Asse era necessario «mettere piede in territorio nemico».
La Soldier’s Guide to Sicily rientra in una più ampia produzione editoriale bellica anglosassone, che comprendeva altri manuali destinati alle truppe in contesti stranieri (come A Short Guide to Great Britain o A Pocket Guide to North Africa). L’obiettivo era duplice: da un lato istruire i soldati sulle caratteristiche del territorio e della popolazione locale; dall’altro, veicolare comportamenti appropriati e controllati nei confronti dei civili nei territori occupati.

## Finalità e destinatari

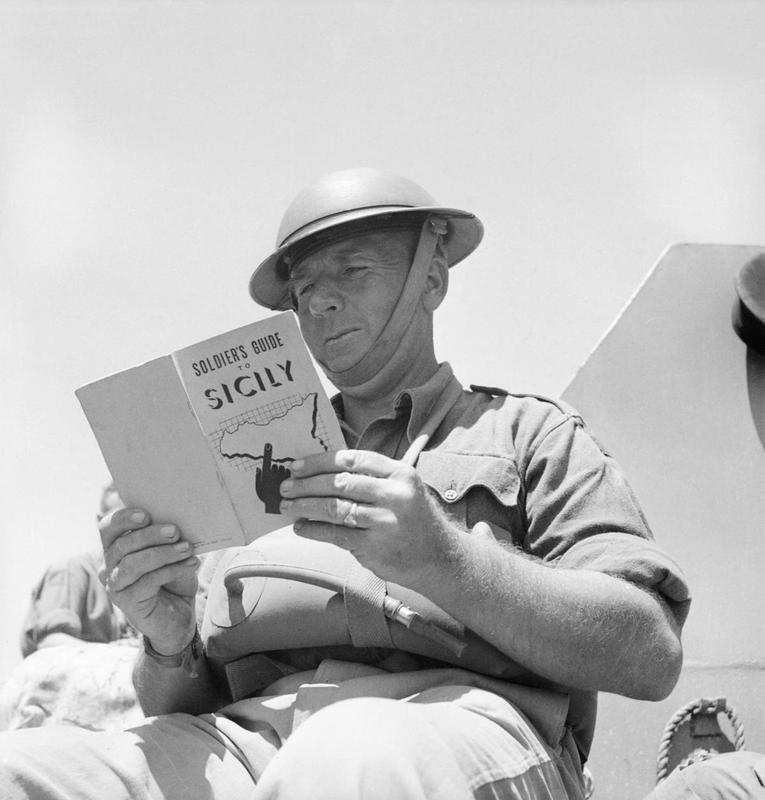
Un soldato britannico mentre legge la Soldier’s Guide to Sicily, luglio 1943

Il testo fu pensato per i soldati semplici, mentre un manuale distinto, il Sicily Zone Handbook – June 1943, era destinato agli ufficiali. Entrambi i documenti, come afferma il docente Luigi Lombardi, costituiscono «uno spaccato dell’isola degli anni quaranta del secolo scorso, sotto l’aspetto sociale, economico, politico ed etnografico».

## Contenuti principali del manuale

### Introduzione
Il libretto si apre con una nota introduttiva attribuita a Eisenhower, nella quale si invita il soldato a mantenere un comportamento esemplare verso la popolazione civile siciliana, in quanto «liberatore» e non invasore. Si fa riferimento alla responsabilità morale e politica delle forze alleate nei confronti dei territori liberati.

### Geografia e clima
Il manuale fornisce una sintesi della conformazione dell’isola: l’Etna, le catene montuose, la costa frastagliata, le zone agricole, la scarsità d’acqua in alcune aree. Viene inoltre descritto il clima mediterraneo, con particolare attenzione al calore estivo e al fenomeno dello scirocco. Sono fornite raccomandazioni sanitarie e pratiche, come l’uso dell’abbigliamento leggero e la protezione contro le zanzare, vettori di malaria.

### Amministrazione e trasporti
Una sezione è dedicata alla divisione amministrativa dell’isola (province, capoluoghi, viabilità), alle condizioni delle strade, alla scarsità di infrastrutture moderne. Sono presenti indicazioni pratiche su come orientarsi e sulla probabile inefficienza dei trasporti pubblici a causa del conflitto.

### Sanità e igiene
L’opuscolo raccomanda di non bere acqua non bollita, di evitare alimenti non lavati, di curare la propria igiene personale e di segnalare eventuali malattie infettive. Sono menzionati i rischi legati alla dissenteria, alla malaria e ad altre malattie tropicali. Le truppe vengono invitate a seguire le direttive sanitarie fornite dal comando medico.

### Cultura, religione e costumi sociali
Un’ampia sezione è riservata alla cultura siciliana, che viene descritta come orgogliosa, tradizionalista e religiosa. I siciliani sono definiti riservati ma ospitali, con una struttura familiare patriarcale e fortemente legata ai valori religiosi. Si consiglia di non offendere la religione cattolica e di comportarsi con cortesia e rispetto verso donne, bambini e anziani. Si scoraggia ogni forma di arroganza coloniale, sottolineando la necessità di guadagnare la fiducia della popolazione.

### Frasario anglo-italiano
Il manuale include un compendio di parole e frasi italiane con la loro traduzione fonetica in inglese, utile per comunicazioni essenziali: saluti, richieste di informazioni, istruzioni semplici. Esempi includono: “Buongiorno”, “Mi serve dell’acqua”, “Dov’è il comando?”, “Non ho soldi italiani”.

### Moneta, economia e truffe comuni
Sono riportate informazioni sulla lira italiana, sulla conversione delle valute e sul rischio di inflazione. Il testo mette in guardia contro possibili truffe, vendite abusive o rincari artificiali da parte di commercianti locali. Si consiglia ai soldati di consultare le tariffe ufficiali pubblicate dal comando e di non effettuare scambi senza autorizzazione.

### Mappa dell’isola
Il libretto contiene una mappa semplificata della Sicilia, con indicazione delle città principali, dei porti, delle strade e dei rilievi. In alcune edizioni la mappa era ripiegata e incollata alla copertina interna. Lo scopo era facilitare l’orientamento e la comprensione generale del territorio.

## Caratteristiche materiali
La Soldier’s Guide to Sicily era un opuscolo in formato tascabile (circa 12,5 × 18 cm), stampato su carta leggera, con copertina in cartoncino beige o kaki. Contava mediamente tra le 26 e le 32 pagine, variabili a seconda dell’edizione. Le copie autentiche conservano spesso la mappa originale o segni d’uso militare. L’opera era facilmente trasportabile nello zaino o nella tasca dell’uniforme.

## Conservazione e diffusione
Il manuale fu distribuito su larga scala nei reparti anglo-statunitensi, incluse le forze logistiche, sanitarie, di artiglieria e ingegneri. Esemplari originali sono oggi conservati presso l’Imperial War Museum di Londra, il Museo dello Sbarco in Sicilia 1943 di Catania, e in collezioni private o biblioteche storiche statunitensi e britanniche.

## Altre edizioni e ristampe
Nel 2013, la casa editrice Sellerio ha pubblicato un’edizione italiana del testo, intitolata Guida del soldato in Sicilia, con una nota introduttiva dello scrittore Andrea Camilleri, che evidenzia il valore storico e culturale del libretto per comprendere il rapporto fra occupanti e occupati.